# 放水砲

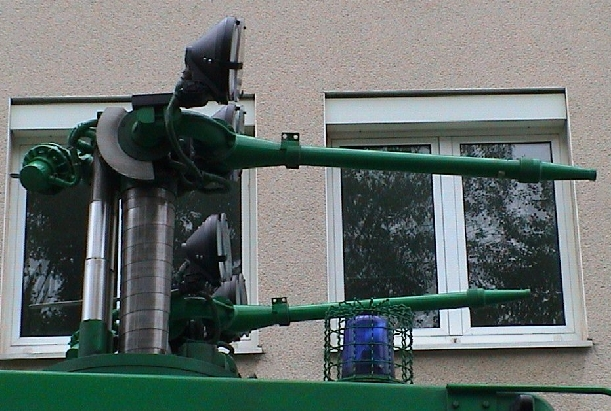
現代のドイツの警察車両に装備されている放水砲

放水砲（ほうすいほう、英語: water cannon）とは、警察や沿岸警備隊が暴徒などを鎮圧をするために用いる非致死性兵器のひとつ。

## 概要
高い圧力をかけて水を吹き出し、対象者の行動を阻止する。威力は非常に高く、放水が直撃した場合には人が打撲を負ったり、転倒するほどである。車輌の屋根に放水銃を搭載した放水車と呼ばれる形態がよく見られ、貯水タンクを車内に備えているものが多い。
日本では、警察の機動隊が装備しており、暴徒鎮圧のほか、火炎瓶等による火災を消火するためにも用いられる。以下の種類がある。
- 警備車兼放水車：常駐警備車の車体上部に放水銃を装備したもの。その用途から一部の都道府県にしか配備されていない。
- 遊撃放水車：局所警備の他に巡回警備や攻勢排除の際に用いられるため、警備車兼放水車より小型の機動力の高い放水車。全体を装甲で覆っており、窓や回転灯は投石対策の金網で防護している。車体上部に暴徒鎮圧用の放水銃、下部に火炎瓶等からの防護用の散水口が装備され、車体後部に水槽を有する。全国の警察に配備されている。
- 高圧放水車：消防の大型ポンプ車と同様のもの。東日本大震災の福島第一原子力発電所事故においては、2011年3月17日に警視庁第一機動隊に配備されていた車両を警視庁の機動隊員等が運用して、使用済み核燃料プールに約44トンの水を放水した。当初、東京電力から放水車を貸して欲しいと要請を受けていた経緯があり、その後も2013年2月23日の時点で東京電力福島第一原子力発電所の自衛消防隊が運用しているのが確認されている。
- 高所放水車：消防の屈折はしご車と同様のもの 。警視庁機動隊でのみ運用されていたが、用途廃止された。

警察の他にも、海上保安庁の巡視船艇や水産庁の漁業取締船に、放水砲が搭載されている。
イギリスにおいては、2011年のイギリス暴動を鎮圧する際、首相の権限で放水砲の使用が許可され、警察部隊が放水砲を使用して暴徒を制圧した。
韓国において公権力とデモ隊が衝突した場合には、戦闘警察の装備としてかなりの頻度で持ち出される。とりわけ、2008年5月以降の米国産牛肉輸入問題に関するデモ（2008年韓国蝋燭デモ）では、警察官による暴力などとともに、過剰な暴力的鎮圧の一例として批判の対象となっている。
香港においては、2014年香港反政府デモを受けて、香港警察が2019年夏ごろに「人群管理特別用途車」の名称でフランスで製造された放水車3台を導入し、同年に起きた2019年-2020年香港民主化デモにて使用した。その際、顔料や催涙剤などの化学物質を含んだ青い水をデモ隊に向けて発射し、青い水を浴びた人達が皮膚などに青い塗料のほか、塗料が付着した部分に針を刺したかのようなヒリヒリした痛みに襲われ、応急処置で飲料水などの真水をかけるとさらに痛みが増したという。また、同年11月の香港理工大学衝突では、デモ隊が籠城する理工大学内に機動隊と特殊戦術小隊が突入するのを支援するため、放水車を積極的に使用した。2019年年末と翌年の2020年元日では放水車がデモ隊、機動隊、記者に関係なく「無差別放水」を行った。

## 安全性
暴徒鎮圧における放水銃の使用は、重症や死亡につながる危険性が指摘されている。これまでにインドネシア（1996年、アンモニアを含む水による放水）、ジンバブエ（2007年、平和的なデモに対する放水による群衆事故）、トルコ（2013年、催涙成分を含む水による放水）、ウクライナ（2014年、活動家で実業家のボグダン・カリニャク、氷点下の放水による肺炎）、韓国（2016年、68歳の農民、前年の放水銃による負傷）で放水銃の使用による死者を出している。 
また目は衝撃に対して脆弱であり、2010年にドイツのシュトゥットガルトで抗議活動参加していた人物が15m先からの放水銃の直撃を受け、顔面骨折と目蓋の裂傷に加え、片目を失明しもう片方の目もほぼ視力を失った事例がある。

## 資料

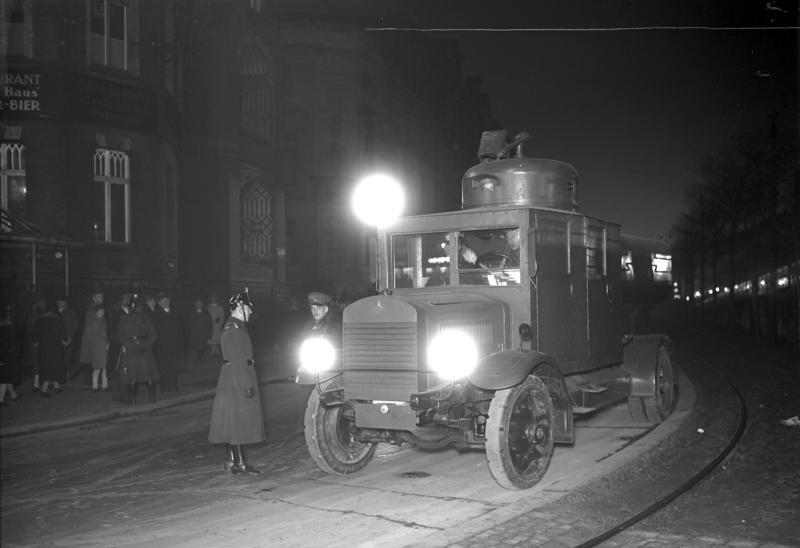
1930年に、ドイツのベルリン都市警察が装備していた放水砲付き警備車両
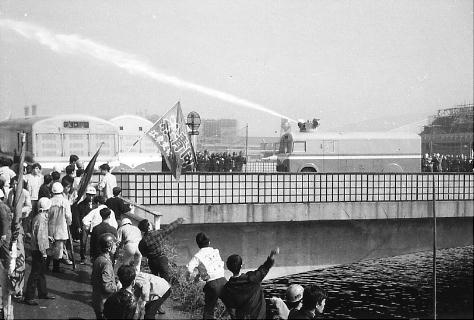
羽田事件に出動した放水車（1967年）
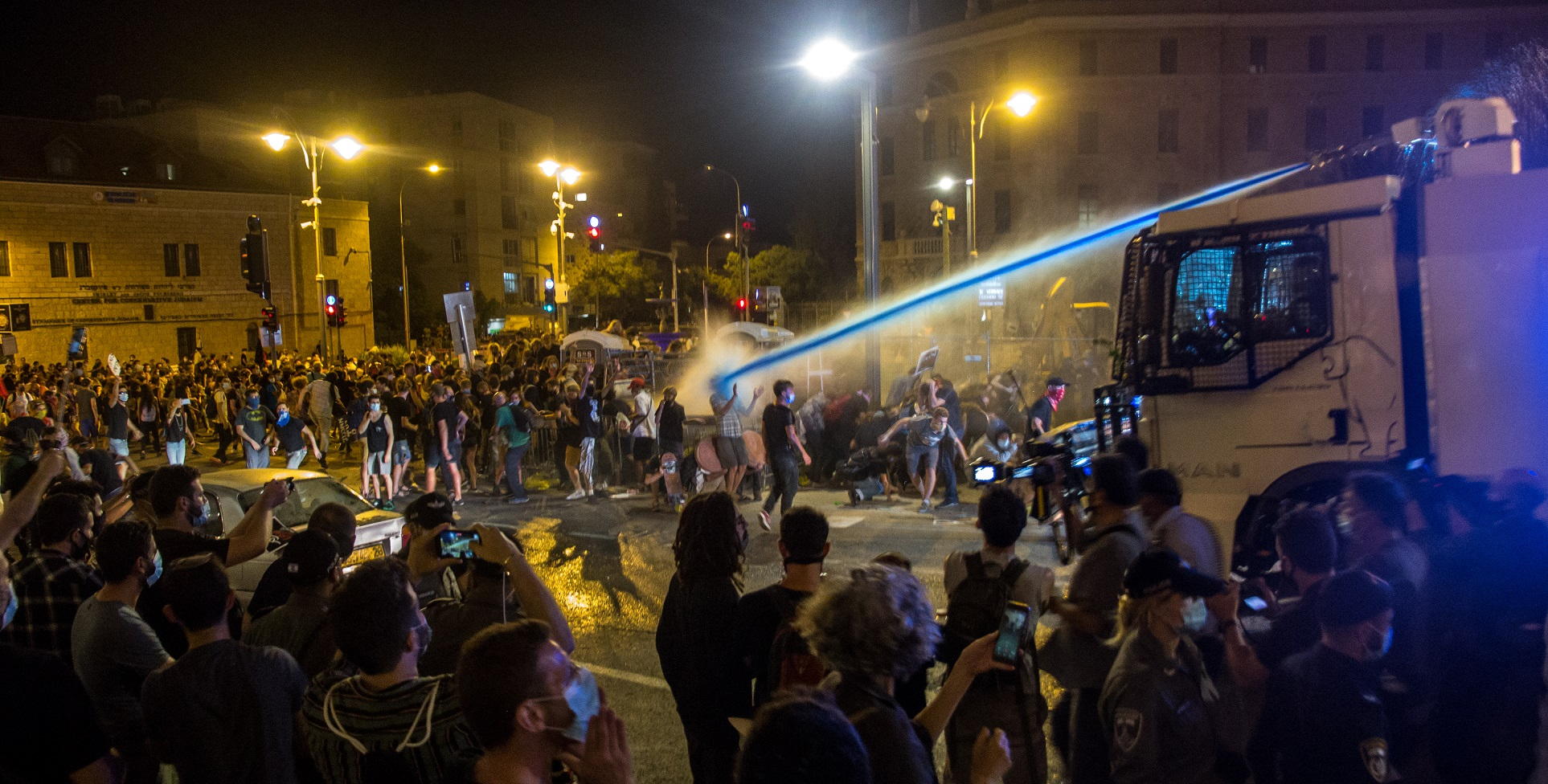
2020年、イスラエル警察が反政府デモ参加者に対して使用した放水砲
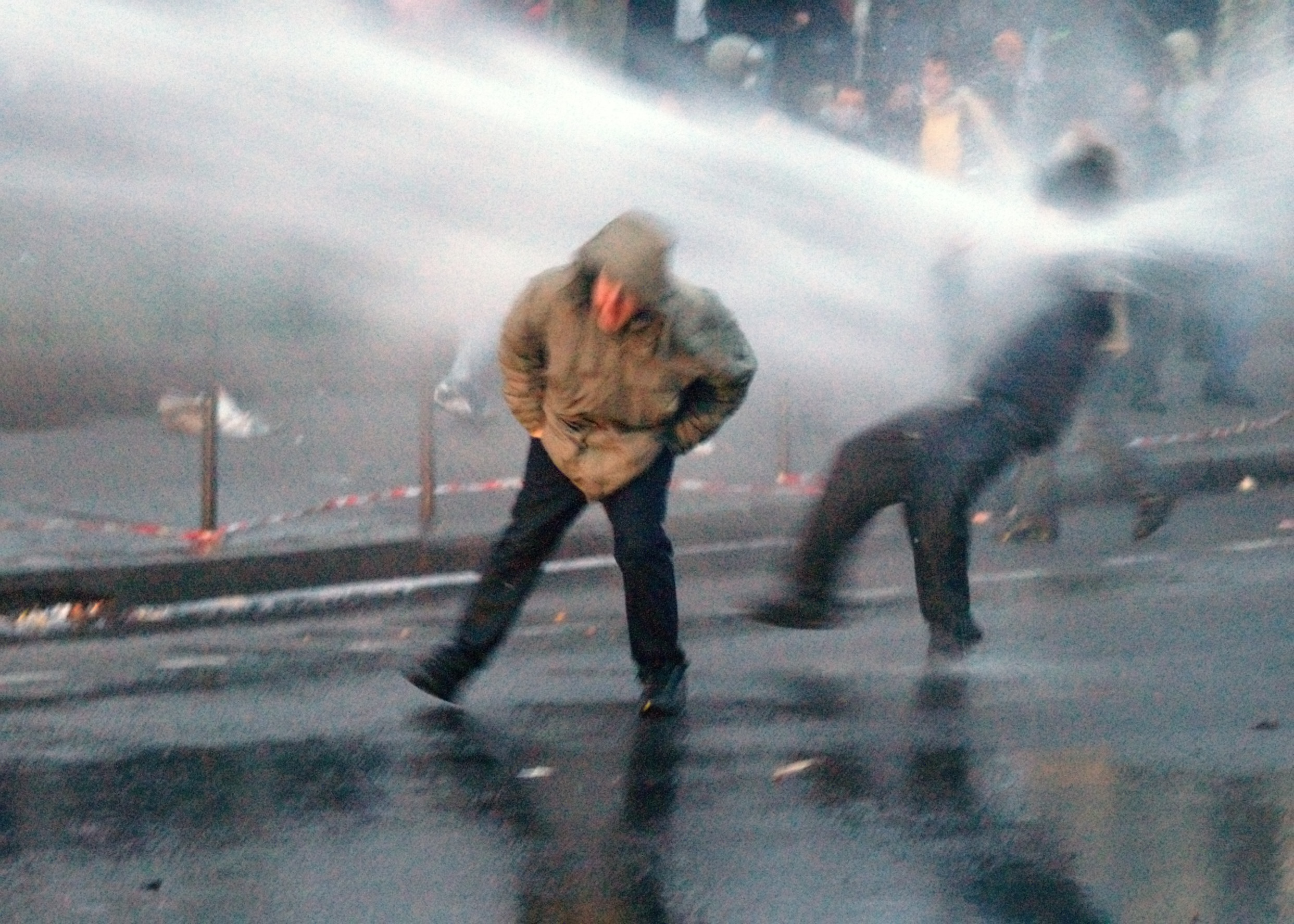
フランス警察が初期雇用契約反対デモ参加者に対して使用した放水砲の噴流
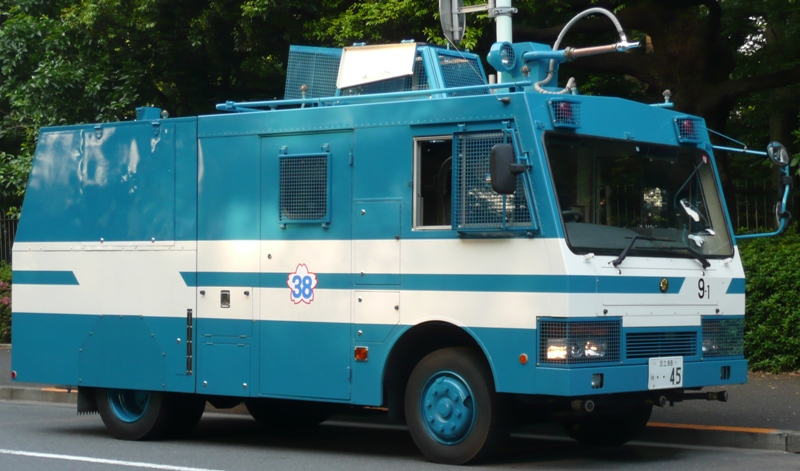
警視庁機動隊の遊撃放水車
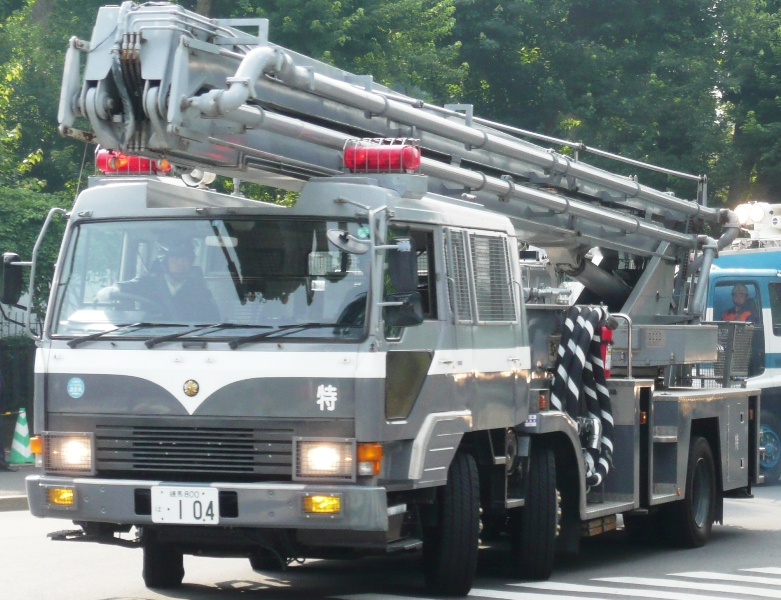
警視庁機動隊の高所放水車（旧塗装）
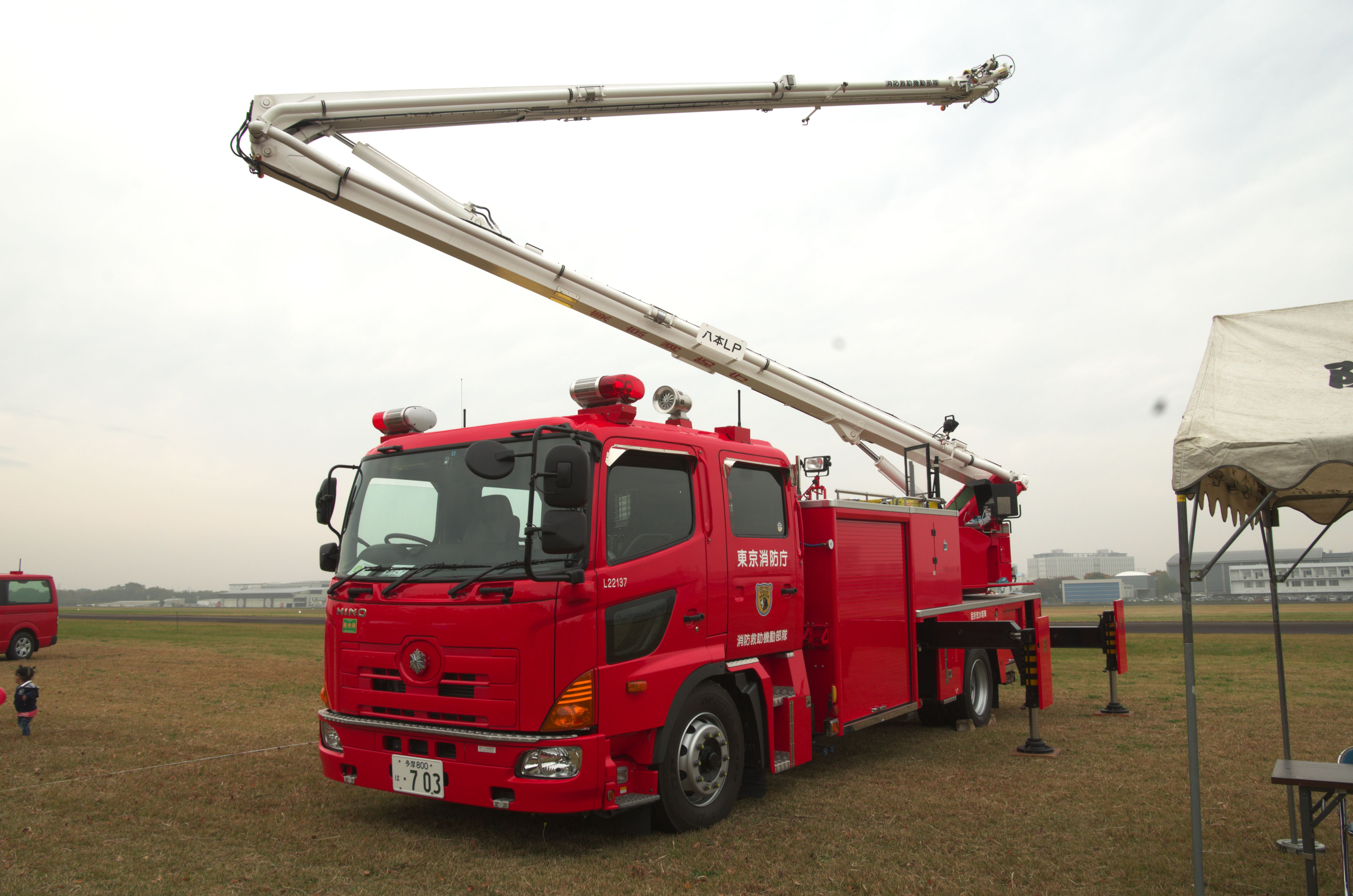
東京消防庁の屈折放水塔車